# Agnès Arnauld
Pour les articles homonymes, voir Arnauld et Famille Arnauld.
Jeanne-Catherine-Agnès Arnauld, en religion Mère Agnès Arnauld, (1593-1671), abbesse de Port-Royal, est une figure du jansénisme français.

## Biographie
Sœur d'Antoine Arnauld, « le Grand Arnauld » et de Mère Angélique Arnauld, elle succède à cette dernière à la tête de l'abbaye de Port-Royal des Champs à Paris en 1658. Elle dirige donc l'abbaye pendant la période la plus dure de la répression contre le jansénisme. Elle organise notamment le mouvement de refus de signature du formulaire d'Alexandre VII et est, pour cela, confrontée à l'archevêque de Paris Hardouin de Péréfixe de Beaumont.
Elle est également l'auteur des Constitutions de Port-Royal, texte qui réglemente la vie matérielle et spirituelle des religieuses dans un esprit de renouvellement cistercien.